# Katastrofa lotu Fly Jamaica Airways 256
Katastrofa lotu Fly Jamaica Airways 256 – wydarzyła się 9 listopada 2018. W jej wyniku Boeing 757-23N należący do linii Fly Jamaica Airways wypadł z pasa startowego na lotnisku w Georgetown, wskutek czego zginęła 1 osoba, a 5 zostało rannych.

## Samolot
Maszyną obsługującą lot 256 był Boeing 757-23N (nr rej.N524AT) o numerze seryjnym 30233/895. Samolot został wyprodukowany 7 października 1999. Samolot wcześniej był w posiadaniu takich przewoźników jak ATA Airlines, WIM-Awia, Aurela i Thomas Cook Airlines. Linie  Fly Jamaica Airways zakupiły go w 2012 roku.

## Przebieg lotu
Samolot wystartował o 2:09 czasu lokalnego z Portu lotniczego w Georgetown. Niedługo po starcie zgłoszono problemy z systemami hydraulicznymi, a następnie zdecydowano o zaprzestaniu wznoszenia oraz powrocie na lotnisko. O godzinie 2:53 samolot przyziemił na pasie 06, a następnie wypadł z pasa i uderzył w ogrodzenie lotniska, w wyniku czego maszyna odniosła znaczne uszkodzenia, jak oderwanie silnika nr 2 oraz prawego wózka podwozia głównego. W wypadku zostało rannych 6 osób, z czego jedna pasażerka zmarła w wyniku odniesionych obrażeń. 